# 1998年度新城勁爆頒獎禮得獎名單
是次頒獎禮一共頒發35個獎項，當中21個獎項的得獎名單率先於1998年12月31日於電台節目中公佈，餘下14個獎項則留待1999年1月20日，於香港體育館舉行的頒獎禮中頒發。

## 勁爆歌曲
- 妳是我的女人（劉德華）
- 最近比較煩（周華健，李宗盛，黃品冠）
- 天下無雙（陳奕迅）
- 不想這是場戲（張學友）
- 愛妳（許志安）
- 我這樣愛妳（黎明）
- 越吻越傷心（蘇永康）
- 風裡密碼（郭富城）
- 情誡（王菲）
- 理想對象（鄭秀文）

## Top One 卡拉OK歌曲
- 理想對象（鄭秀文）

## Top One 卡拉OK歌手
- 郭富城

## 勁爆組合
- Beyond

## 勁爆男歌手
- 劉德華
  - 最後五強：劉德華、張學友、許志安、郭富城、黎明

## 勁爆女歌手
- 鄭秀文
  - 最後五強：王菲、陳慧琳、楊千嬅、李蕙敏、鄭秀文

## 勁爆國語男歌手
- 任賢齊

## 勁爆國語女歌手
- 張惠妹

## 勁爆國語歌
- 笨小孩（劉德華）

## 勁爆新登場歌手
- （金）何嘉莉
- （銀）葉佩雯
- （銅）吳佩慈
  - 候選名單：葉佩雯、何嘉莉、吳佩慈、徐懷鈺、李心潔、陳綺貞、張亞東、鄧建明、盧巧音、劉愷威、吳啟華

## 勁爆大碟
- 《唱遊》 監製：梁榮駿，歌手：王菲

## 勁爆人氣歌手
- 郭富城
  - 候選名單[2]：梁詠琪、王菲、張惠妹、陳慧琳、鄭秀文、鄭伊健、蘇永康、劉德華、黎明、郭富城

## 新城勁爆年度歌曲大獎
- 我這樣愛你（黎明）

## 四台聯頒卓越表現大獎
- 陳奕迅

## 新城勁爆亞洲女歌手
- 王菲

## 新城勁爆亞洲男歌手
- 劉德華

## JVC新城勁爆歌手突破大獎
- （金）蘇永康
- （銀）許志安
- （銅）陳慧琳
  - 候選名單：楊千嬅、陳慧琳、梁詠琪、張惠妹、迪克與牛仔、許志安、陳奕迅、羅嘉良、古巨基、蘇永康

## 新城勁爆外國男歌手
- Robbie Williams

## 新城勁爆外國女歌手
- Celine Dion

## 新城勁爆外國組合
- SMAP

## 新城勁爆外國歌曲
- My heart will go on（Celine Dion)

## 參閱
1. ↑  . 《天天日報》. 1998-12-30: B05香港商情 （中文）.
2. ↑  . 《大公報》. 1998-12-04: E01娛樂 （中文）.